# Acosmetura forcipata
Acosmetura forcipata är en insektsart som beskrevs av Liu, Xiangwei, M. Zhou och W Bi 2008. Acosmetura forcipata ingår i släktet Acosmetura och familjen vårtbitare. Inga underarter finns listade i Catalogue of Life.